# Internationaler Prognostischer Index
Der Internationale Prognostische Index (IPI) ist ein klinisches Scoring-System in der Onkologie,  das 1993 entwickelt wurde, um die Prognose von Patienten mit malignen Non-Hodgkin-Lymphomen abschätzen zu können.
Der Score beruht auf der retrospektiven Analyse der Krankheitsverläufe von 2031 Non-Hodgkin-Lymphom-Patienten, die im Zeitraum von 1982 bis 1987 mit einer Doxorubicin-basierten Chemotherapie (wie zum Beispiel dem CHOP-Schema) behandelt worden waren. Aktuelle Leitlinien wie die Leitlinien Maligne Lymphome der DGHO differenzieren die Empfehlungen zur Chemotherapie und zur Antikörpertherapie nach dem INI-Score.

## Scoring
Für jede der folgenden Aussagen wird bei Zutreffen ein Punkt vergeben:
- Alter >60 Jahre
- Krankheitsausbreitung Stadium III oder IV der Ann-Arbor-Klassifikation
- mehr als ein extranodaler Herd
- schlechter Allgemeinzustand (Karnofsky-Index ≤60 % bzw. ECOG-Score ≥2)
- erhöhte LDH-Konzentration im Serum

## Prognostische Bedeutung
Aus den erhobenen Punktwerten lassen sich folgende Risikogruppen ableiten:
- niedriges Risiko (0–1 Punkte): Fünfjahresüberlebensrate 73 %
- niedrig-intermediäres Risiko (2 Punkte): 5-Jahres-Überlebensrate 51 %
- hoch-intermediäres Risiko (3 Punkte): 5-Jahres-Überlebensrate 43 %
- hohes Risiko (4–5 Punkte) 5-Jahres-Überlebensrate 26 %

## Altersadaptierter Internationaler Prognostischer Index
Für Patienten, die das 60. Lebensjahr noch nicht erreicht haben, findet auch ein Altersadaptierter Internationaler Prognostischer Index Anwendung, der nur aus dem Stadium, dem Allgemeinzustand, und dem LDH-Wert gebildet wird. Dies ist sinnvoll, weil der extranodale Befall bei jüngeren Betroffenen kein unabhängiger Risikofaktor zu sein scheint. Hier entspricht die Punktzahl 1 dem niedrig-intermediären Risiko, eine Punktzahl von 2 einem hoch-intermediären Risiko sowie eine Punktzahl von 3 einem hohen Risiko.